# San Roque de Cumbaza (distrito)
San Roque de Cumbaza é um distrito do Peru, departamento de San Martín, localizada na província de Lamas.

## Transporte
O distrito de San Roque de Cumbaza é servido pela seguinte rodovia:
- SM-116, que liga o distrito de Tarapoto à cidade de Lamas [1][2][3]